# Mortdale
Mortdale är en del av en befolkad plats i Australien. Den ligger i kommunen Hurstville och delstaten New South Wales, i den sydöstra delen av landet, omkring 17 kilometer sydväst om delstatshuvudstaden Sydney. Antalet invånare är 9 640.
Trakten är tätbefolkad. Närmaste större samhälle är Sydney, omkring 17 kilometer nordost om Mortdale. 
Runt Mortdale är det i huvudsak tätbebyggt. Genomsnittlig årsnederbörd är 1 507 millimeter. Den regnigaste månaden är juni, med i genomsnitt 232 mm nederbörd, och den torraste är juli, med 39 mm nederbörd.